# Balolina kilaueae
Balolina kilaueae är en insektsart som beskrevs av George Willis Kirkaldy 1910. Balolina kilaueae ingår i släktet Balolina och familjen dvärgstritar. Inga underarter finns listade i Catalogue of Life.